# Mézères
Mézères est une commune française située dans le département de la Haute-Loire en région Auvergne-Rhône-Alpes.
Les habitants de Mézères sont les Mézèrois.

## Géographie

### Situation
Le petit village de Mézères est construit en rond sur un morne de 953 m d’altitude se dressant à une cinquantaine de mètres au-dessus des terres environnantes, au sommet duquel on accède par une rue en spirale, et où se trouve la vieille église romane et les vestiges d’un château médiéval. Mézères est traversé par la route D 7 qui relie Yssingeaux à Lavoûte-sur-Loire. La D 28 permet d'accéder au village à partir de la D 7.
Rosières est à 5 km, Retournac à 10 km (gare SNCF sur la ligne reliant Le Puy-en-Velay à Saint-Étienne-Châteaucreux), Yssingeaux à 12 km et Le Puy-en-Velay à 23 km.
Jusqu'en mars 2015, Mézères était située dans le canton de Vorey, dans l'arrondissement du Puy-en-Velay. Parmi les hameaux de la commune, figurent Montméac, les Breux, Vioches, Faux, Planeze.
|                       | Retournac |                       |
| Chamalières-sur-Loire | Mézères   | Saint-Julien-du-Pinet |
|                       | Rosières  |                       |

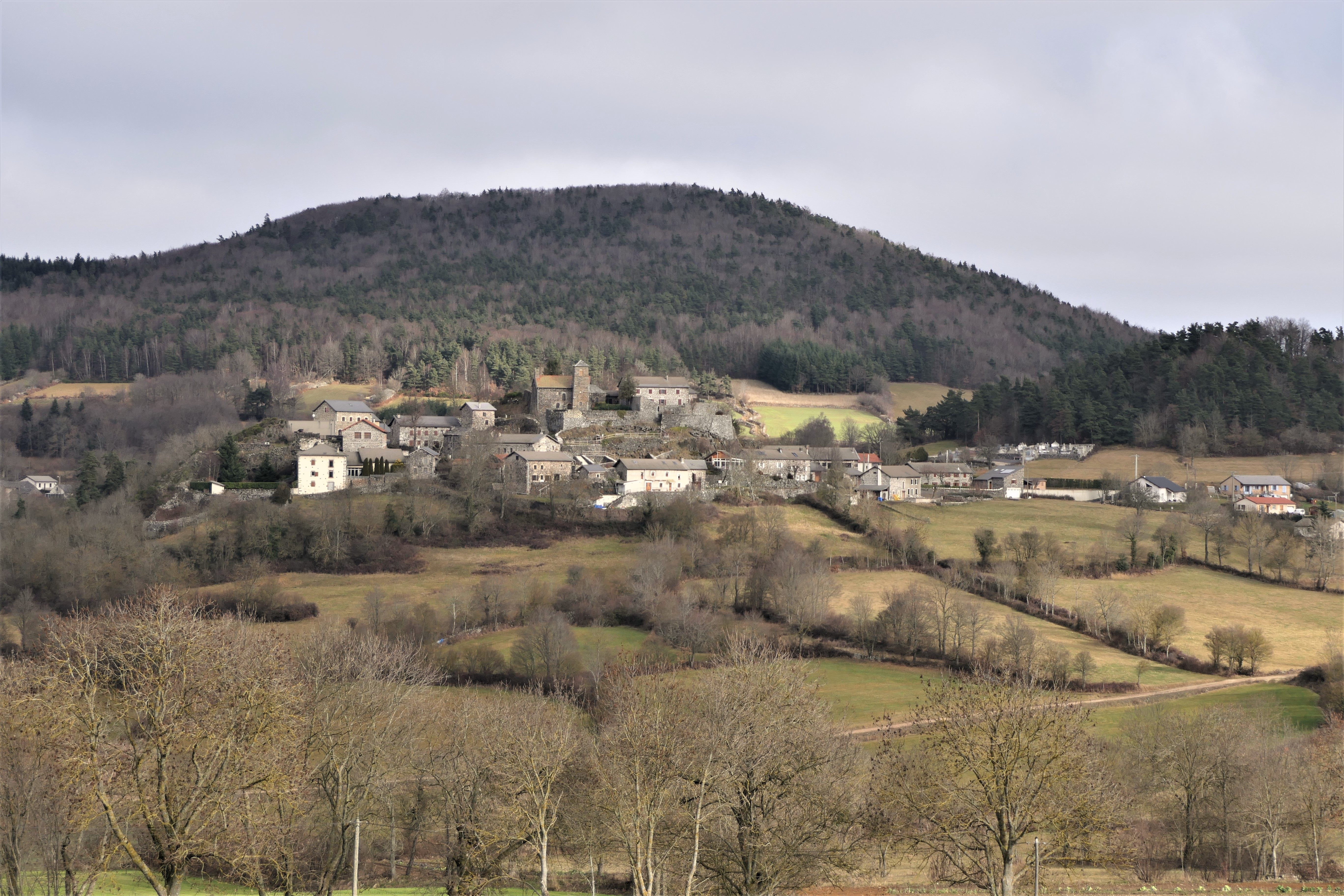
Vue générale du village à partir du suc de Jalore
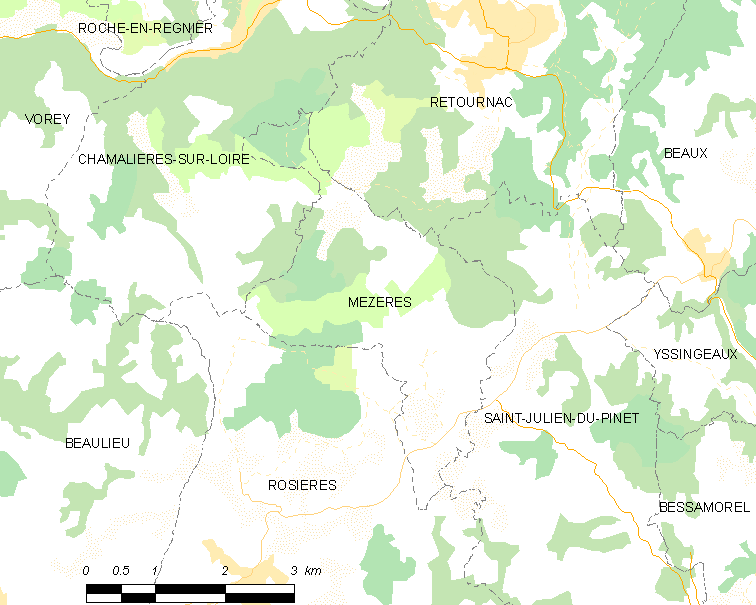
Plan de la commune et communes limitrophes.

### Géologie et relief
Le village de Mézères est construit sur une éminence basaltique. Il est entouré de montagnes trachytiques. Les volcans se composent de la montagne de Vaux (1 087 m), du mont de Planèze (1 101 m), du mont Orsier (975 m), le volcan de Jalore (dont la plus grande partie est située sur la commune de Rosières) est à 1 076 m et domine la vallée de l'Emblavez, la montagne de Gerbison est à 1 076 m.

### Climat
Pour des articles plus généraux, voir Climat d'Auvergne-Rhône-Alpes et Climat de la Haute-Loire.
En 2010, le climat de la commune est de type climat des marges montargnardes, selon une étude du Centre national de la recherche scientifique s'appuyant sur une série de données couvrant la période 1971-2000. En 2020, Météo-France publie une typologie des climats de la France métropolitaine dans laquelle la commune est exposée à un climat de montagne ou de marges de montagne et est dans la région climatique Sud-est du Massif Central, caractérisée par une pluviométrie annuelle de 1 000 à 1 500 mm, minimale en été, maximale en automne.
Pour la période 1971-2000, la température annuelle moyenne est de 8,6 °C, avec une amplitude thermique annuelle de 16,2 °C. Le cumul annuel moyen de précipitations est de 848 mm, avec 8,5 jours de précipitations en janvier et 6,8 jours en juillet. Pour la période 1991-2020, la température moyenne annuelle observée sur la station météorologique de Météo-France la plus proche, « Le Pertuis_sapc », sur la commune du Pertuis à 8 km à vol d'oiseau, est de 8,7 °C et le cumul annuel moyen de précipitations est de 918,7 mm,. Pour l'avenir, les paramètres climatiques de la commune estimés pour 2050 selon différents scénarios d'émission de gaz à effet de serre sont consultables sur un site dédié publié par Météo-France en novembre 2022.

## Urbanisme

### Typologie
Au 1er janvier 2024, Mézères est catégorisée commune rurale à habitat très dispersé, selon la nouvelle grille communale de densité à sept niveaux définie par l'Insee en 2022.
Elle est située hors unité urbaine et hors attraction des villes,.

### Occupation des sols
L'occupation des sols de la commune, telle qu'elle ressort de la base de données européenne d’occupation biophysique des sols Corine Land Cover (CLC), est marquée par l'importance des territoires agricoles (52,3 % en 2018), une proportion identique à celle de 1990 (52,3 %). La répartition détaillée en 2018 est la suivante : forêts (47,7 %), prairies (31,7 %), zones agricoles hétérogènes (20,6 %). L'évolution de l’occupation des sols de la commune et de ses infrastructures peut être observée sur les différentes représentations cartographiques du territoire : la carte de Cassini (XVIIIe siècle), la carte d'état-major (1820-1866) et les cartes ou photos aériennes de l'IGN pour la période actuelle (1950 à aujourd'hui).

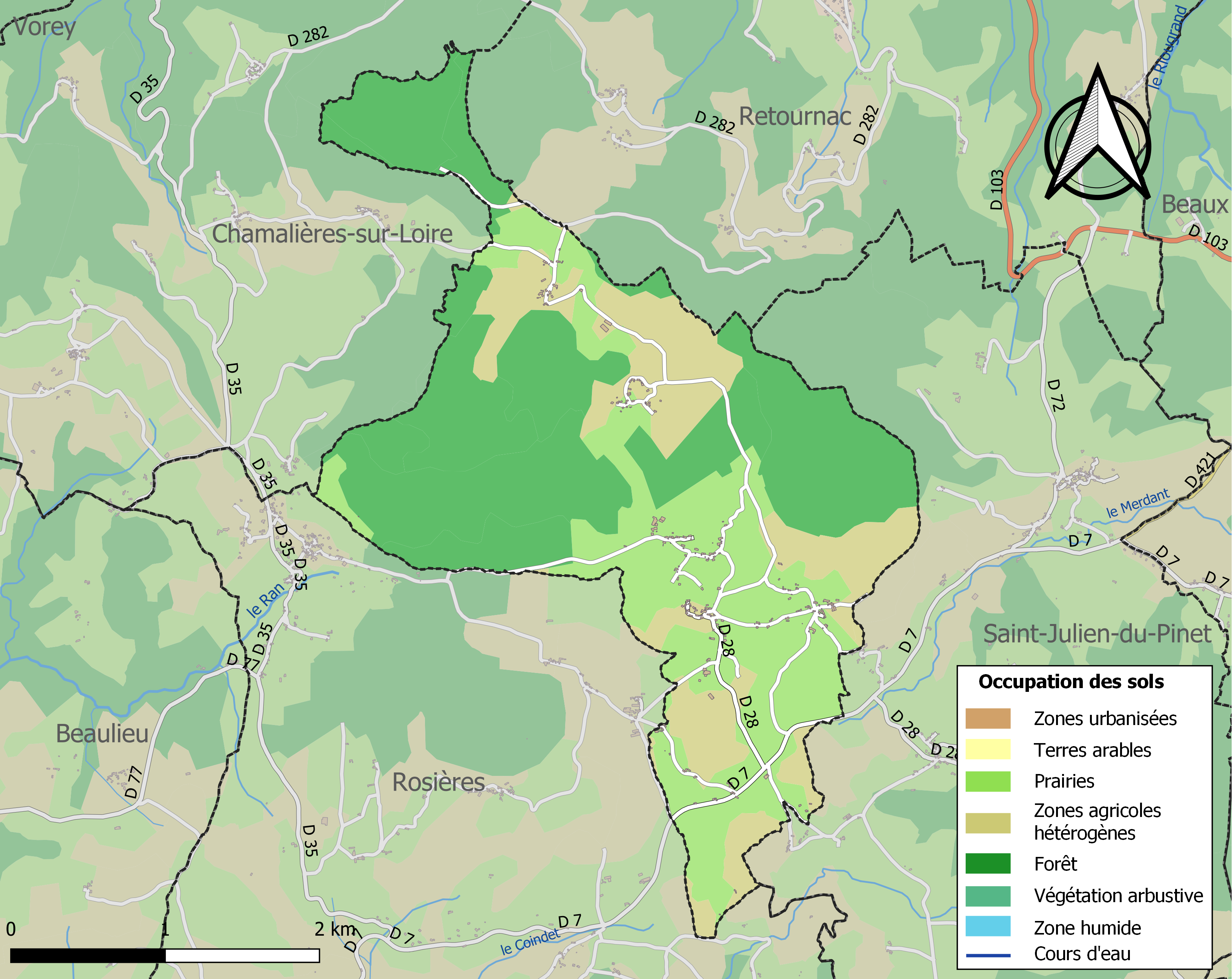
Carte des infrastructures et de l'occupation des sols de la commune en 2018 (CLC).

### Habitat et logement
En 2018, le nombre total de logements dans la commune était de 115, alors qu'il était de 116 en 2013 et de 101 en 2008.
Parmi ces logements, 62,3 % étaient des résidences principales, 31,6 % des résidences secondaires et 6,1 % des logements vacants. Ces logements étaient pour 98,3 % d'entre eux des maisons individuelles et pour 1,7 % des appartements.
Le tableau ci-dessous présente la typologie des logements à Mézères en 2018 en comparaison avec celle de la Haute-Loire et de la France entière. Une caractéristique marquante du parc de logements est ainsi une proportion de résidences secondaires et logements occasionnels (31,6 %) supérieure à celle du département (16,1 %) et à celle de la France entière (9,7 %). Concernant le statut d'occupation de ces logements, 89 % des habitants de la commune sont propriétaires de leur logement (85,7 % en 2013), contre 70 % pour la Haute-Loire et 57,5 pour la France entière.
| Typologie                                               | Mézères | Haute-Loire | France entière |
| ------------------------------------------------------- | ------- | ----------- | -------------- |
| Résidences principales (en %)                           | 62,3    | 71,5        | 82,1           |
| Résidences secondaires et logements occasionnels (en %) | 31,6    | 16,1        | 9,7            |
| Logements vacants (en %)                                | 6,1     | 12,4        | 8,2            |

## Toponymie
Anciennes mentions : Meteratis (vers 990), Miseræ (vers 1000), Meseras (1101), Mezeras (1226), Castrum de Messeras (1271), Castrum de Meseriis (1309), Castrum de Meseris (1345), Meseres (1390), Messeriæ (1453), Le fort de Mezeres (1591), Mezieres (1708), Mazère (1720), Mezère (XVIIIe siècle).
Selon le toponymiste Ernest Nègre, Mézères pourrait dériver de l'occitan masièro (« métairie, grange, pourtour de la ferme »), associé au suffixe augmentatif pluriel -as.

## Histoire
Toponymie : Mézeres a été désigné sous plusieurs noms ; Miseri, Miserie, Mezeras, Mezeirachum.
Si les sources disponibles ne permettent pas de connaître le premier seigneur auquel échoit la terre de Mezères sur laquelle il construit son château, ni de donner une généalogie complète des familles seigneuriales, le cartulaire et le répertoire des hommages de l'évêché du Puy permettent de repérer certains événements et dépendances de Mézères.
Le diocèse du Puy comprend, depuis la fin du IXe siècle, trois archiprêtrés Monistrol-sur-Loire, Saint-Paulien, et Solignac-sur-Loire. Mézères appartient à celui de Monistrol.
Gaston de Jourda de Vaux, indique que Bertrand Comarc (dit aussi Comarc d'Espaly) donna ses biens sis à Mézères à l'église de Chamalières-en-Velay le 1er mai 1229.
En 1267 la bulle de Clément VI place le château de Mézères sous la souveraineté de l'évêque du Puy.
Le bailliage du Velay, institué vers l'année 1278 et qui ressortissait au sénéchal de Beaucaire, avait, à ses débuts, une étendue égale à celle du diocèse du Puy, Mézères est donc inclus dans ce bailliage.
Les seigneurs des Breux (aujourd'hui hameau de Mézères), Tannequin de Terrasse de Chabanolle, écuyer, seigneur des Breux (1667), fut bailli du mandatement de Mézères. Jean de Terrasse, écuyer, seigneur des Breux possédait des rentes directes à Viauches, Chalendar, Mézères, Blanhac, les Breux, Roiron, la Boriade. qu'il avait acquises du seigneur de Ferrahne, au prix de 3 000 livres.
En octobre 1689, Louis XIV supprima les deux bailliages de la province et incorpora à la sénéchaussée du Puy un siège présidial, afin de simplifier les formalités judiciaires et, ajoute l'édit royal, pour retirer de la vente des nouveaux édifices « un secours considérable et nécessaire dans l'estat présent de nos affaires ». À la veille de la Révolution, ces tribunaux jugeaient sans appel jusqu'à concurrence de 2 000 livres et ressortissaient au Conseil supérieur de la ville de Nîmes, auquel une ordonnance d'août 1771 avait attribué la compétence judiciaire du parlement de Toulouse.
Période révolutionnaire : l'Assemblée nationale, dans ses séances des 26 décembre et 2 janvier 1790, créa le département du Velay, auquel une autre délibération législative, du 6 février suivant, donna le nom de «département de la Haute-Loire», Il comprenait  trois districts et trente-deux cantons dont le canton de Rosières composé de six municipalités : Beaulieu, Chaspinhac, Mézères, Rosières, Saint-Vincent et La Voûte. Un décret des consuls, du 8 octobre 1801, créa deux cantons au Puy et un à Pinols et supprima ceux de Lempdes, de Roche-en-Régnier, de Rosières et de Saint-Palde. Dès lors Mézères appartient au canton de Vorey, comprenant alors sept communes et 10 406 habitants : Beaulieu, Chamalières, Mézères, Roche-en-Régnier, Rosières, Saint-Pierre-Duchamp et Vorey.

## Politique et administration

### Découpage territorial
La commune de Mézères est membre de la communauté d'agglomération du Puy-en-Velay, un établissement public de coopération intercommunale (EPCI) à fiscalité propre créé le 26 décembre 2016 dont le siège est à Le Puy-en-Velay. Ce dernier est par ailleurs membre d'autres groupements intercommunaux.
Sur le plan administratif, elle est rattachée à l'arrondissement du Puy-en-Velay, au département de la Haute-Loire, en tant que circonscription administrative de l'État, et à la région Auvergne-Rhône-Alpes.
Sur le plan électoral, elle dépend du canton d'Emblavez-et-Meygal pour l'élection des conseillers départementaux, depuis le redécoupage cantonal de 2014 entré en vigueur en 2015, et de la première circonscription de la Haute-Loire   pour les élections législatives, depuis le redécoupage électoral de 1986.

### Tendances politiques et résultats

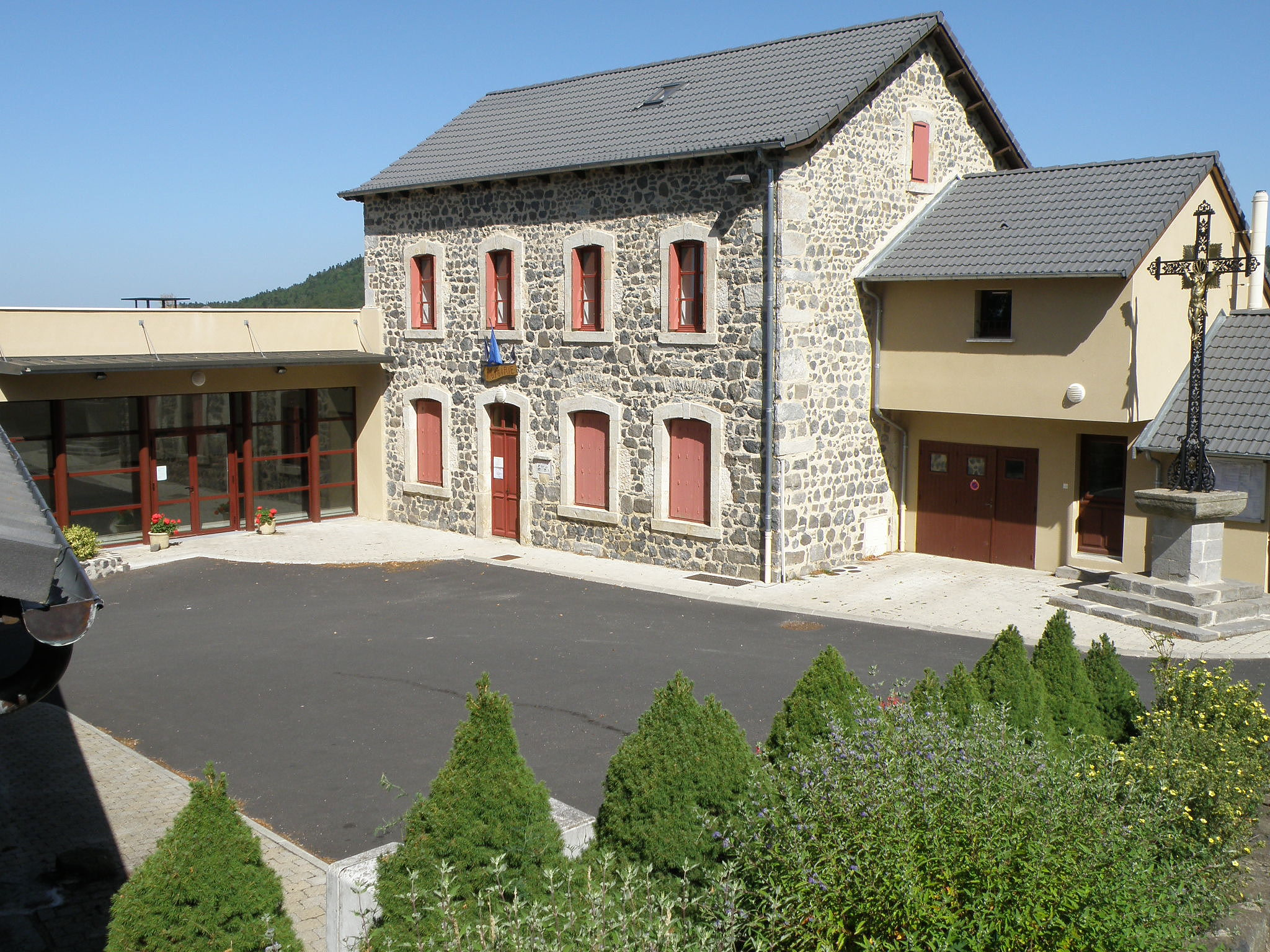
Mairie de Mézères.

Lors de l'élection présidentielle de 2012 Marine Le Pen arrive en tête au premier tour avec 39 voix (31,97 %), suivie de François Hollande (22,13 %) et de Nicolas Sarkozy (20,49 %) ; François Bayrou recueille 14 votes (11,48 %), Jean-Luc Mélenchon 13 votes (10,66 %) et Eva Joly 2 ; au second tour Nicolas Sarkozy obtient 53,33 % des suffrages et François Hollande 46,67 %. Au second tour, sur 151 inscrits, il y a 129 votants (85 %).
Lors des élections législatives de 2012 Laurent Wauquiez (UMP) obtient au second tour 68,32 % des voix et Guy Vocanson (PS) 31,68 %.
Lors des élections municipales de 2014, tous les onze sièges de conseillers municipaux ont été pourvus au premier tour. Le nombre d’inscrits était de 164, le nombre de votants de 132 (80,49 %).
Le scrutin des élections européennes de 2014 a placé la liste « Bleu marine » (Marine Le Pen) en tête avec 25,37 % ; La liste « Pour la France, agir en Europe » (Brice Hortefeux) 23,95 % ; « Choisir notre Europe » (Jean-Paul Denamot, PS) 11,96 %.

### Liste des maires
| Période                                  | Période   | Identité          | Étiquette | Qualité  |
| ---------------------------------------- | --------- | ----------------- | --------- | -------- |
| Les données manquantes sont à compléter. |           |                   |           |          |
| avant 1981                               | ?         | Joseph Montagne   |           |          |
| mars 2001                                | mars 2014 | Jean-Claude Dodet | UMP       |          |
| mars 2014                                | 2020      | Albert Héritier   |           | retraité |
| 2020                                     | En cours  | Gilles Tempére    |           |          |

## Population et société

### Démographie

#### Évolution démographique
L'évolution du nombre d'habitants est connue à travers les recensements de la population effectués dans la commune depuis 1793. Pour les communes de moins de 10 000 habitants, une enquête de recensement portant sur toute la population est réalisée tous les cinq ans, les populations de référence des années intermédiaires étant quant à elles estimées par interpolation ou extrapolation. Pour la commune, le premier recensement exhaustif entrant dans le cadre du nouveau dispositif a été réalisé en 2007.

En 2022, la commune comptait 167 habitants, en évolution de +4,38 % par rapport à 2016 (Haute-Loire : +0,36 %, France hors Mayotte : +2,11 %).
| 1793 | 1800 | 1806 | 1821 | 1831 | 1836 | 1841 | 1846 | 1851 |
| ---- | ---- | ---- | ---- | ---- | ---- | ---- | ---- | ---- |
| 300  | 282  | 347  | 388  | 364  | 384  | 400  | 408  | 402  |

| 1856 | 1861 | 1866 | 1872 | 1876 | 1881 | 1886 | 1891 | 1896 |
| ---- | ---- | ---- | ---- | ---- | ---- | ---- | ---- | ---- |
| 406  | 439  | 461  | 503  | 474  | 499  | 499  | 516  | 464  |

| 1901  | 1906 | 1911 | 1921 | 1926 | 1931 | 1936 | 1946 | 1954 |
| ----- | ---- | ---- | ---- | ---- | ---- | ---- | ---- | ---- |
| 1 067 | 396  | 415  | 348  | 358  | 314  | 289  | 254  | 221  |

| 1962 | 1968 | 1975 | 1982 | 1990 | 1999 | 2006 | 2007 | 2012 |
| ---- | ---- | ---- | ---- | ---- | ---- | ---- | ---- | ---- |
| 173  | 164  | 124  | 105  | 101  | 102  | 151  | 158  | 159  |

| 2017 | 2022 | - | - | - | - | - | - | - |
| ---- | ---- | - | - | - | - | - | - | - |
| 158  | 167  | - | - | - | - | - | - | - |

#### Pyramide des âges
La population de la commune est relativement âgée.
En 2018, le taux de personnes d'un âge inférieur à 30 ans s'élève à 25,3 %, soit en dessous de la moyenne départementale (31 %). À l'inverse, le taux de personnes d'âge supérieur à 60 ans est de 30,4 % la même année, alors qu'il est de 31,1 % au niveau départemental.
En 2018, la commune comptait 91 hommes pour 64 femmes, soit un taux de 58,71 % d'hommes, largement supérieur au taux départemental (49,13 %).
Les pyramides des âges de la commune et du département s'établissent comme suit.
| Hommes | Classe d’âge | Femmes |
| ------ | ------------ | ------ |
| 0,0    | 90 ou +      | 1,5    |
| 6,5    | 75-89 ans    | 1,5    |
| 24,7   | 60-74 ans    | 26,2   |
| 24,7   | 45-59 ans    | 20,0   |
| 21,5   | 30-44 ans    | 21,5   |
| 4,3    | 15-29 ans    | 12,3   |
| 18,3   | 0-14 ans     | 16,9   |

| Hommes | Classe d’âge | Femmes |
| ------ | ------------ | ------ |
| 0,9    | 90 ou +      | 2,5    |
| 8,4    | 75-89 ans    | 11,7   |
| 20,4   | 60-74 ans    | 20,5   |
| 21,3   | 45-59 ans    | 20,3   |
| 16,8   | 30-44 ans    | 16,3   |
| 15,2   | 15-29 ans    | 13,2   |
| 17     | 0-14 ans     | 15,6   |

## Économie

### Revenus
En 2018, la commune compte 75 ménages fiscaux, regroupant 173 personnes. La médiane du revenu disponible par unité de consommation est de 18 290 € (20 800 € dans le département).

### Emploi
| Division       | 2008  | 2013  | 2018   |
| -------------- | ----- | ----- | ------ |
| Commune        | 7,2 % | 4,9 % | 10,3 % |
| Département    | 6,3 % | 7,7 % | 7,7 %  |
| France entière | 8,3 % | 10 %  | 10 %   |

En 2018, la population âgée de 15 à 64 ans s'élève à 95 personnes, parmi lesquelles on compte 78,4 % d'actifs (68 % ayant un emploi et 10,3 % de chômeurs) et 21,6 % d'inactifs,. En  2018, le taux de chômage communal (au sens du recensement) des 15-64 ans est supérieur à celui de la France et du département, alors qu'il était inférieur à celui de la France en 2008.
La commune est hors attraction des villes,. Elle compte 12 emplois en 2018, contre 17 en 2013 et 18 en 2008. Le nombre d'actifs ayant un emploi résidant dans la commune est de 65, soit un indicateur de concentration d'emploi de 18,3 % et un taux d'activité parmi les 15 ans ou plus de 58,5 %.
Sur ces 65 actifs de 15 ans ou plus ayant un emploi, 9 travaillent dans la commune, soit 14 % des habitants. Pour se rendre au travail, 86,4 % des habitants utilisent un véhicule personnel ou de fonction à quatre roues, 6 % s'y rendent en deux-roues, à vélo ou à pied et 7,6 % n'ont pas besoin de transport (travail au domicile).

## Culture locale et patrimoine

### Lieux et monuments

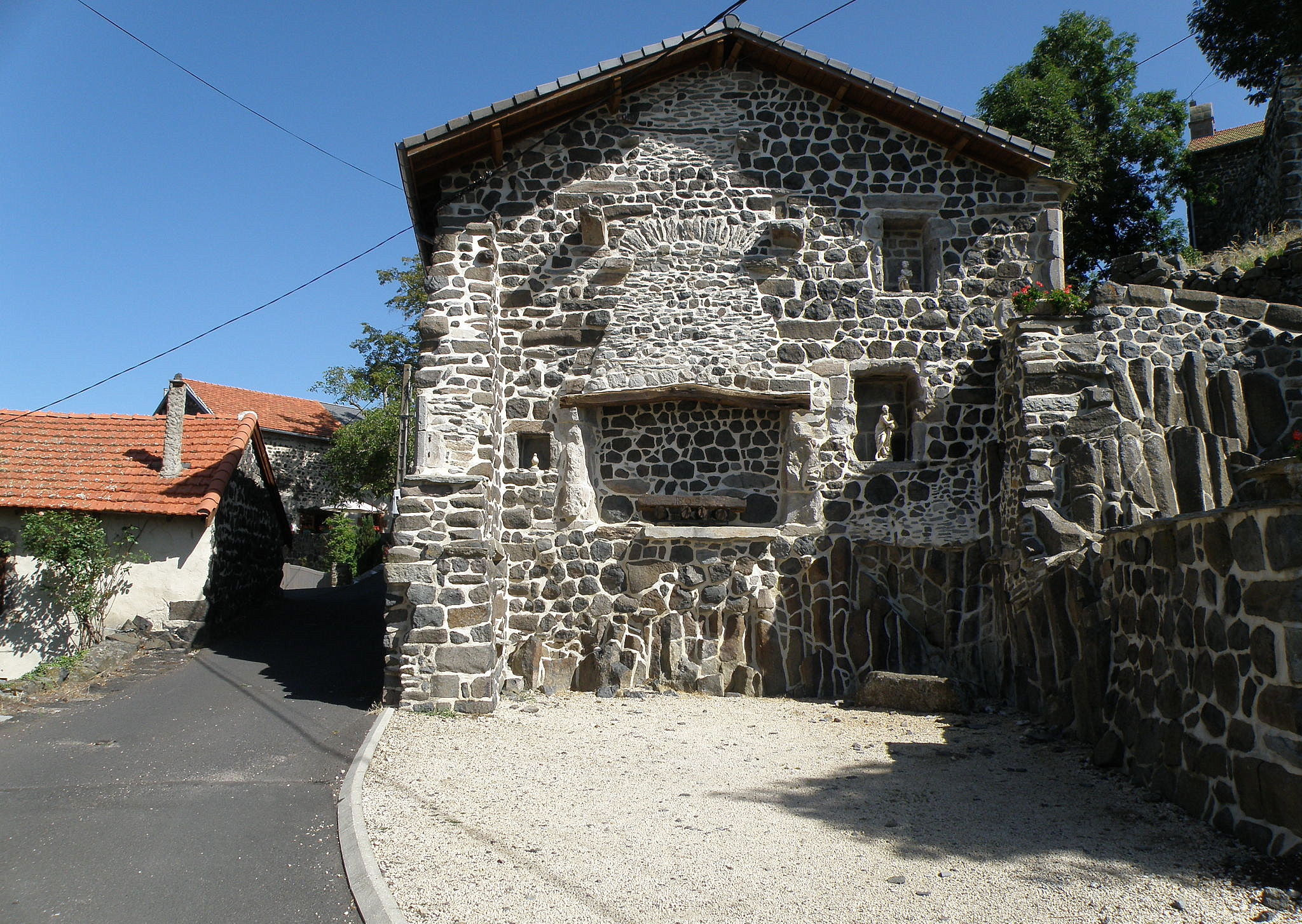
Maison typique sur le flanc du morne de Mézères.

- La chapelle romane du Xe siècle, convertie en église, située sur le point culminant du village (trois messes par an uniquement : Pâques, la Toussaint et l'Assomption[27]).
- Vestiges du château féodal, le castrum de Mezeras, mentionné au XIe siècle.
- Bourgade pittoresque (maisons typiques aux toits de lauzes, four à pain, etc.).
- Château (XVe et XVIe siècles) dans le hameau des Breux, à 1 km environ à l'est du village[28].